# Tesařov
Tesařov (německy Schenkenhahn) je základní sídelní jednotka v Kořenově, obci v Jizerských horách na severu České republiky. Její název je odvozován s někdejším občerstvovacím zařízením, které stávalo ve zdejších lesích.
Osadou je vedena silnice číslo I/10, která zde křižuje komunikaci číslo II/290. Severozápadně odtud byla roku 1909 zbudována Tesařovská kaple. Naopak jižním směrem je vrchol Hvězda (959 m n. m.) s rozhlednou Štěpánka. Severně od Tesařova se nachází stejnojmenná přírodní památka zřízená 6. října 2015 na podmáčených pcháčových a rašelinných loukách kvůli ochraně zdejšího bohatého výskytu zvláště chráněného druhu prstnatce májového (Dactylorhiza majalis).